# Carpostalagma pulverulenta
Carpostalagma pulverulenta là một loài bướm đêm thuộc phân họ Arctiinae, họ Erebidae.